# Robert Houston Anderson

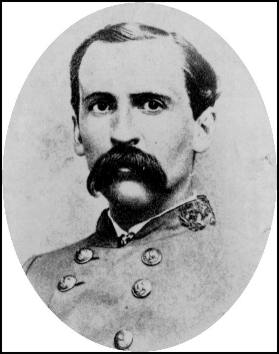
General Anderson

Robert Houston Anderson (* 1. Oktober 1835 in Savannah, Georgia; † 8. Februar 1888 ebenda) war ein Brigadegeneral der Konföderierten Staaten von Amerika im Sezessionskrieg.

## Leben
Anderson beendete 1857 erfolgreich seine Ausbildung an der Militärakademie in West Point und diente zuerst im US-Bundesstaat New York, danach im Fort Walla Walla als Lieutenant der Infanterie. Mit Zuspitzung der Krise zwischen den Nord- und Südstaaten nahm er seinen Abschied von der US-Armee und wechselte ins Lager der konföderierten Armee, wo er im September 1861 zum Major befördert wurde und als Adjutant von William Henry Talbot Walker, dem Generalmajor der Georgia-Truppen, vermehrt administrative Aufgaben übernahm.
Nach einem kurzen Einsatz im Fort McAllister wurde Anderson im Januar 1863 an die Front versetzt und gleichzeitig zum Colonel der 5. Georgia-Kavallerie befördert, die er ab dem 26. Juli 1864 als Brigadegeneral führte. Zwischenzeitlich von Tennessee angefordert, diente er unter Joseph Wheeler im Atlanta-Feldzug. Während einer von Wheelers Operationen nähe Franklin, Tennessee, wurde der Divisionskommandeur, Brigadegeneral John Herbert Kelly getötet und Anderson wurde vorübergehend zum Divisionskommandeur ernannt.
Nach dem Fall von Atlanta kämpfte er bei Shermans Marsch zum Meer und während des Carolina-Feldzuges und wurde schließlich zusammen mit der Armee von General Joseph E. Johnston gefangen genommen. Nach Kriegsende zog Anderson wieder nach Savannah, wo er ab 1867 bis zu seinem Tod 1888 als Polizeichef diente.